# Steven Jan Matthijs van Geuns
Steven Jan Matthijs van Geuns (Den Haag, 18 juli 1864 – Amsterdam, 16 januari 1939) was een Nederlands jurist.
Hij werd geboren als oudste zoon van de advocaat mr. Jan Jacob van Geuns (1836-1915) die later president van het gerechtshof in Den Haag zou worden. Na het gymnasium ging hij in navolging van zijn vader rechten studeren en wel aan de Universiteit van Leiden. In 1888 promoveerde hij in de rechten op stellingen en in de staatswetenschap op een dissertatie: "Het Staatstoezicht op de Krankzinnigen". Dit laatste is in boekvorm verschenen bij de Leidse uitgeverij S.C. van Doesburgh.
Zijn carrière begon in 1892 toen hij als ambtenaar van het Openbaar Ministerie in dienst trad en ging werken bij het kantongerecht in Zierikzee. In 1899 werd Van Geuns substituut-officier van Justitie in zijn geboorteplaats Den Haag en in 1912 keerde hij terug naar Zierikzee waar hij tot officier van Justitie werd benoemd. Een jaar later werd hij advocaat-generaal in 's-Hertogenbosch en in 1916 kreeg hij dezelfde functie in Amsterdam. In april 1927 volgde zijn benoeming tot procureur-generaal bij het gerechtshof te Amsterdam waarna P.M.F. Bauduin in diens voetsporen trad en advocaat-generaal werd. Toen Van Geuns in juli 1934 de leeftijd van 70 jaar bereikte moest hij die functie neerleggen.
Begin 1939 overleed hij op 74-jarige leeftijd waarna hij in De Bilt begraven werd.